# Hypolytrum strictum
Hypolytrum strictum är en halvgräsart som beskrevs av Eduard Friedrich Poeppig och Carl Sigismund Kunth. Hypolytrum strictum ingår i släktet Hypolytrum och familjen halvgräs. Inga underarter finns listade i Catalogue of Life.